# ناحیه کلینتون، شهرستان اسکودا، میشیگان
ناحیه کلینتون (به انگلیسی: Clinton Township) یک منطقهٔ مسکونی در ایالات متحده آمریکا است که در شهرستان اسکودا واقع شده‌است.
 ناحیه کلینتون  ۴۴۱ نفر جمعیت دارد و ۳۰۳ متر بالاتر از سطح دریا واقع شده‌است.